# Луцилия Пола
Вижте пояснителната страница за други личности с името Луцилия.
Луцилия Пола (на латински: Lucilia Polla) е римлянка от 1 век, която има мавзолей в Рим.

## Биография
Произлиза от триба Скаптия (Tribus Scaptia), фамилия Луцилии, дъщеря на Марк от конническото съсловие. Сестра е на Марк Луцилий Пет, военен трибун по времето на Август. Когато Луцилия Пола умира, брат ѝ построява за нея мавзолей в Рим, открит през 1885 г.
Фамилният мавзолей се намира в Рим, близо до Villa Albani на Via Salaria 125 б. Гробницата е направена от мрамор и е висока 17 метра, с диаметър от 34 метра. В гробницата са поставени бюстовете на Луцилия Пола и на Луцилий. На петметровия дълъг надпис пише:
| „ | V(ivit) M(arcus) Lucilius M(arci) f(ilius) Sca(ptia) Paetus trib(unus) milit(um) praef(ectus) fabr(um) praef(ectus) equit(um). Lucilia M(arci) f(ilia) Polla soror | “ |

| „ | По време на живота. Марк Луцилий Пет, син на Марк, от Tribus Scaptia, военен трибун, praefectus fabrum, префект на конницата. Луцилия Пола, дъщеря на Марк, негова сестра. | “ |